# Thomas Hodgkin (medico)
Thomas Hodgkin (Londra, 17 agosto 1798 – Giaffa, 4 aprile 1866) è stato un medico britannico.
Nel 1832 descrisse la malattia che oggi prende il suo nome, linfoma di Hodgkin, sull'articolo intitolato On Some Morbid Appearances of the Absorbent Glands and Spleen.
Fu contemporaneo di Thomas Addison e Richard Bright presso il Guy's Hospital di Londra.

## Biografia

### L'infanzia
Thomas Hodgkin nacque il 17 agosto 1798 a Pentonville, un distretto della città di Londra, in una devota famiglia quacchera. Il Quaccherismo è un movimento religioso protestante fondato da George Fox (1624-1691), il quale gli diede il nome di “Società degli amici” ispirandosi ad un versetto biblico nel quale Gesù dice ai suoi discepoli: "Io non vi chiamo più servi, perché il servo non sa ciò che fa il suo signore; ma vi ho chiamati amici, perché vi ho fatto conoscere tutte le cose che ho udito dal Padre mio" (Giovanni 15:15).
Thomas era figlio di John Hodgkin senior (1776-1845) e di Elizabeth Rickman Hodgkin (1768-1833), entrambi discendenti da illustri famiglie quacchere passate dalla piccola proprietà terriera alla media borghesia intellettuale. Il padre era un calligrafo e insegnante famoso, ed era amico di molti celebri quaccheri dell'epoca tra cui William Allen (1770-1843), Luke Howard (1772-1864), Thomas Young (1773-1829), William Phillips (1775-1828) e Richard (1778-1851) Philips e Joseph Jackson Lister (1786-1869).
Thomas e suo fratello John junior (1800-1875), che in seguito divenne un celebre avvocato e pastore quacchero, crebbero prima nella casa di Pentonville e poi a Tottenham, dove la famiglia si trasferì nel 1814.

### Gli studi
Inizialmente Hodgkin ricevette un'educazione privata. Dal 1817 al 1819 Thomas fu apprendista presso la farmacia Glaisyer and Kemp a Brighton; decise poi di intraprendere la carriera medica.
Nel Settembre del 1819 fu ammesso al St. Thomas e alla Guy's Medical School (che ora fa parte del King's College London). Tra il 1821 e il 1822 visitò diversi centri medici europei e, durante il suo soggiorno in Francia, incontrò René Laennec (1781-1826), il quale gli insegnò a lavorare con lo stetoscopio, sua invenzione recente.
Dopo un anno al Guy's Hospital di Londra Hodgkin si iscrisse all'Università di Edimburgo, dove si laureò in Medicina nel 1823 con una tesi sui meccanismi fisiologici dell'assorbimento negli animali (On the Absortive Functions), dedicata ad Alexander von Humboldt (1769-1859) e Andrew Duncan junior (1773-1832). Nello stesso anno incontrò Moses Montefiore (1784-1885), celebre filantropo ebreo-inglese che sarebbe divenuto suo grande amico oltre che suo paziente. Dopo la laurea passò due anni sul continente, in parte come medico e compagno di viaggio di Abraham Montefiore (fratello di Moses), in parte viaggiando da solo, in parte continuando gli studi medici a Parigi.

### La Carriera al Guy's Hospital e le scoperte mediche

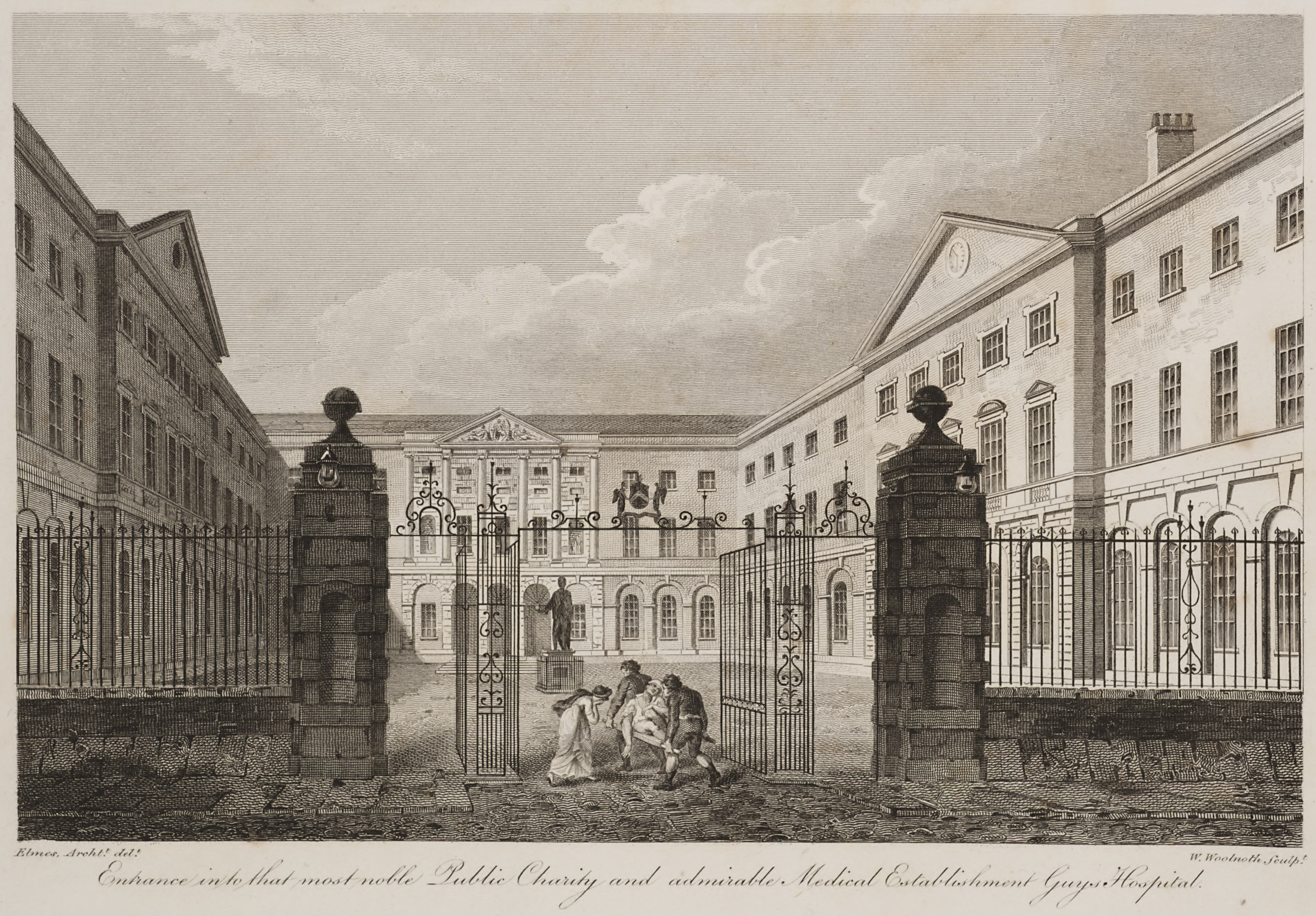
Il Guy's Hospital fondato nel 1721 da Thomas Guy

Nel 1825 Hodgkin tornò a Londra, dove si diplomò al Royal College of Physicians.
Nel 1826 venne promosso a primo docente di anatomia patologica e curatore del museo al Guy's Hospital, che divenne e rimane ancora oggi uno dei musei medici più all'avanguardia del mondo, e dove fece gran parte delle scoperte che lo resero noto come uno de "i tre grandi uomini del Guy's" assieme a Richard Bright (medico) (1789-1858) e a Thomas Addison (1793-1860): tutti e tre hanno scoperto una malattia che ora porta il loro nome, ma Hodgkin resta certamente il più conosciuto (la malattia di Bright non sopravvive più come un'entità clinica distinta, mentre la malattia di Addison è raro).
Tra il 1826 e il 1837 fece centinaia di autopsie e catalogò oltre 3000 campioni. Egli tenne le prime lezioni sistematiche di patologia in Inghilterra, pubblicate successivamente in due volumi, e introdusse l'uso dello stetoscopio.
Nel 1827 Hodgkin e Joseph J. Lister (1786-1869) studiarono diversi tessuti al microscopio. Usando le lenti acromatiche migliorate da Lister scoprirono la forma a lente biconcava degli eritrociti e le striature della muscolatura dello scheletro e del cuore, facendo inoltre numerose osservazioni sul pus, sulla struttura delle arterie e delle membrane. Hodgkin studiò poi le funzioni della milza, i carcinomi e la patologia delle strutture sierose, e assieme ad Aston Key (1793-1849) descrisse la retroversione delle valvole aortiche. In seguito si occupò del trattamento del colera e delle sue implicazioni socio-economiche, scrivendo anche un libro al riguardo.
Nella sua opera “On Some Morbid Appearances of the Absorbent Glands and Spleen”  ("Su alcuni aspetti morbosi dei linfonodi e della milza"), descrisse un'entità morbosa che più tardi Samuel Wilks (1824-1911) avrebbe denominato malattia di Hodgkin. Per quanto riguarda la sua professione di docente, egli chiese ripetutamente una riforma dell'istruzione medica, sottolineando la necessità dell'esperienza clinica, che doveva essere però preceduta da una buona preparazione nelle arti liberali e nelle scienze di base.
Nel 1837 entrò a far parte del Consiglio della neofondata Università di Londra, continuando ad occuparsi dei problemi dell'istruzione medica. Contemporaneamente si impegnò a fondo per le riforme sociali.
Alcuni anni più tardi Hodgkins fu eletto “fellow” del Royal College of Physicians, ma rifiutò la nomina perché credeva che i criteri per la selezione fossero ingiusti.

### Le dimissioni dal Guy's
Nonostante i successi medici, la carriera da fuori classe di Hodgkin ebbe un brusco arresto nel 1837 quando gli fu negata la promozione ad assistente al Guy's Hospital soprattutto per l'antipatia del tesoriere Benjamin Harrison Jr. (1806-1840), che era contrario ad alcune delle pratiche quacchere di Hodgkin e alla sua attiva partecipazione alle riforme sociali. Harrison era anche il vice presidente del consiglio di amministrazione dell'Hudson's Bay Company. Secondo Hodgkin l'Hudson's Bay Company aveva venduto pistole e alcol agli Indiani in cambio di pellicce, attività che aveva riportato grandi profitti. In una lettera a Harrison, il medico aveva criticato la compagnia per lo sfruttamento degli Indiani da parte dei coloni. Non c'è da stupirsi se questo modo di vedere non facesse comodo a Harrison e a tanti altri dell'Inghilterra vittoriana: fu così dunque che il posto al Guy's venne invece assegnato a Benjamin Babington (1794-1866), medico inventore del glottiscopio (rinominato da Hodgkin col nome oggi in uso di laringoscopio).
Lo scontro con Benjamin Harrison pose fine alle ricerche mediche e alle attività educative di Hodgkin, che diede immediatamente le dimissioni. Il risultato fu una tragedia per Hodgkin e un'irreparabile perdita per il Guy's.

### La delusione amorosa
Anche nella vita privata oltre che professionale Hodgkin ebbe delle delusioni. Non gli fu permesso di sposare il suo vero amore, Sarah Godlee, perché erano cugini di primo grado. Nonostante la petizione alla Society of Friends perché facesse un'eccezione come aveva già fatto in due casi separati, la richiesta gli venne rifiutata. Più tardi, ma troppo tardi per Hodgkin, la legge fu abolita. Alla fine, nel 1849 sposò Sara Scaife, una vedova non quacchera.

### La vita dopo il Guy's
Hodgkin continuò a dedicarsi alla professione medica per tutto il resto della vita. Per un anno lavorò al St. Thomas' Hospital; in seguito continuò a scrivere delle sue esperienze mediche, ma si dedicò sempre più a cause filantropiche. L'interesse per lo studio scientifico delle diverse etnie e culture umane lo spinse a partecipare alla formazione della Ethnological Society of London e alle sue ricerche. Fu per molti anni segretario onorario della Royal Geographical Society, e successivamente ne fu segretario onorario per l'estero. Fece parte di vari comitati della British Association for the Advancement of Science, specialmente di quelli riguardanti l'etnologia; sostenne attivamente il primo movimento statistico nella scienza e nella medicina e prese parte all'organizzazione della nuova Università di Londra e della sua scuola medica.
In questi anni Hodgkin fece cinque viaggi per missioni di carità col suo grande amico Moses Montefiore; in queste occasioni compì numerose osservazioni geologiche, culturali ed etnografiche, raccolte nell'opera “Narrative of a Journey To Morocco”, nella quale emergono le sue capacità di narratore e disegnatore.

### L'impegno Sociale
Le attività di Hodgkin come riformatore sociale continuarono anche dopo le dimissioni dal Guy's Hospital. I suoi sforzi a favore delle persone meno fortunate e oppresse in tutto il mondo durarono per tutta la sua vita.
Ecco qui di seguito elencate alcuni dei suoi impegni sociali:
- fece parte di molte organizzazioni volte a migliorare le vite delle persone meno fortunate, a volte prendendo il posto di leader;
- continuò a sostenere attivamente la Liberia, contribuendo alla creazione della British African Colonization Society e ad altri progetti di trasferimento in Africa di neri Americani;
- contribuì a creare la Syrian Medical Aid Association, che inviava medici a Beirut e Damasco per installarvi dispensari gratuiti;
- si preoccupò dei poveri a Londra, specialmente ebrei, spesso gratuitamente;
- viaggiò per molti paesi con Moses Montefiore, per aiutare Ebrei e Cristiani in qualità di medico missionario;
- fu un forte sostenitore della protezione dei bambini che lavoravano nelle fabbriche e delle misure sanitarie, tenendo anche una serie di conferenze per i poveri sulla promozione e la conservazione della salute al Mechanics Institute di Spitalfields[7], in un'epoca in cui queste conferenze divulgative, specie se dirette agli indigenti, sollevavano non poche perplessità;
- scrisse anche sul problema della remunerazione dei medici, chiedendo l'istituzione di cliniche economicamente autonome e annualmente finanziate dallo stato, e proponendo programmi per migliorare l'assistenza medica ai poveri;
- fece parte del comitato della British and Foreign School Society;
- fu tra i fondatori della Aborigines Protection Society e ne rimase l'esponente principale, dimostrando un sincero interesse per le condizioni di vita degli indiani nordamericani, e impegnandosi a difendere tutti i popoli minacciati dall'assalto della civiltà europea.

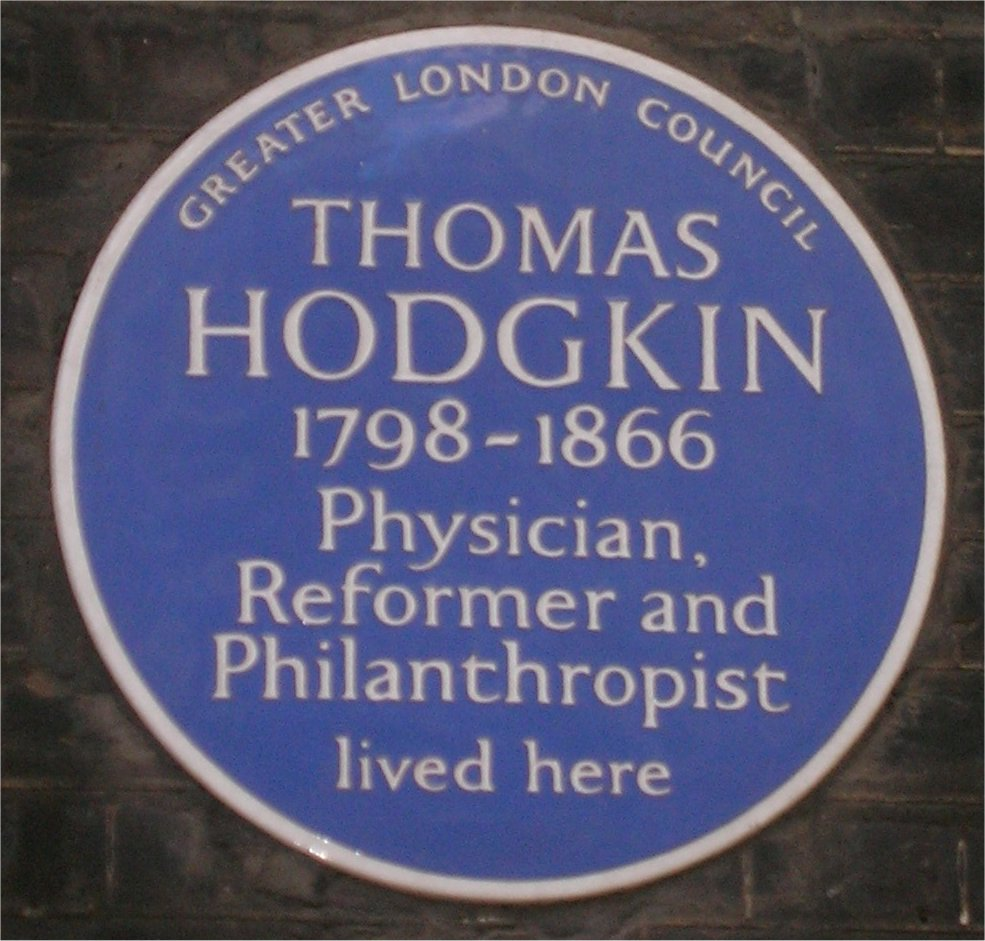
Targa commemorativa di Hodgkin a Bedford Square, Londra

### La morte
In uno dei suoi viaggi in Palestina con Moses, Hodgkin si ammalò di colera o dissenteria e morì il 4 aprile 1866, a Giaffa, che allora faceva parte dell'Impero ottomano e che oggi è parte dello Stato di Israele. La sua pietra tombale riporta la scritta “nothing of humanity was foreign to him”, ovvero “nulla di tutto ciò che è umano gli fu estraneo”.
Visitando la sua casa a Bedford Square (a Londra) è possibile vedere la targa commemorativa blu che porta il suo nome, fatta in suo onore.
Ancora oggi, la vita di Thomas Hodgkin continua ad ispirare l'intera classe medica.

## Il Linfoma di Hodgkin

### La scoperta
Nel 1832 Hodgkin pubblicò “On Some Morbid Appearances of the Absorbent Glands and Spleen”, opera nella quale denunciava sette pazienti con grossi gonfiamenti dei linfonodi e della milza, ma che non presentavano infiammazioni o altre patologie significative. Hodgkin riconobbe che in alcuni pazienti la malattia coesisteva con la tubercolosi, ma capì che i sintomi erano diversi da essa; inoltre notò che il morbo si diffondeva ai linfonodi contigui in modo ordinato e che il coinvolgimento della milza era uno sviluppo successivo.
Apparentemente egli non esaminò questi tessuti anormali al microscopio. La ragione non è chiara, ma può esser dovuta al fatto che nel 1830 lo stato della microtecnica e della preparazione campionaria era ancora primitivo.
La preservazione e la reperibilità di campioni di suoi casi originari di linfoma permisero ad altri di confermare l'entità che divenne nota un secolo dopo come “malattia di Hodgkin”.

### Scoperte sul Linfoma successive a Hodgkin
Un altro ben conosciuto medico del Guy's Hospital, Samuel Wilks (1824-1911), pubblicò nel 1856 un trattato riguardo al “lardaceous disease” (l'amiloidosi), nel quale egli ridescrisse inconsapevolmente alcuni degli originari casi di Hodgkin. Wilks venne a conoscenza del lavoro iniziale di Hodgkin sui linfonodi e sulla milza grazie ad una citazione di Richard Bright del 1838. Nel 1865 Wilks pubblicò un trattato più dettagliato riguardo all'ingrossamento delle ghiandole linfatiche e della milza e, per la prima volta, usò l'eponimo di “malattia di Hodgkin”, rendendo così immortale il suo predecessore. Come Hodgkin, Wilks non diede una descrizione istologica. Solo successivamente i tessuti vennero analizzati al microscopio; furono scritti diversi articoli riguardo alle cellule giganti caratteristiche del malattia di Hodgkin, che culminarono nelle relazioni di W. S. Greenfield nel 1878, Carl Sternberg nel 1898, e Dorothy Reed nel 1902.
Nel 1926 Herbert Fox confermò istologicamente che due dei tre casi descritti dal medico nel 1832 avevano in effetti il malattia di Hodgkin. Un paziente aveva quello che sarebbe stato poi chiamato linfosarcoma, ora incluso tra i tipi di linfoma non-Hodgkin. In ogni modo, il nome di Hodgkin è associato ad ambedue le categorie di linfomi maligni.

## Le Opere

### Opere di Hodgkin
- 1819, "Essay on the Promotion of Civilization";
- 1827 (insieme a J. J. Lister), "Notice of some microscopic observations of the blood and animal tissues", Philosophical Magazine (n.s.) 2: 130-138;
- 1829, "A Catalogue of the Preparations in the Anatomical Museum of Guy's Hospital";
- 1829, "On the retroversion of the valves of the aorta", London Medical Gazette (3): pp. 433-443;
- 1832, "On Some Morbid Appearances of the Absorbent Glands and Spleen", Medico-Chirurgical Transactions 17: 68-114;
- 1835, "Lectures on the Means of Promoting and Preserving Health Delivered at the Mechanics' Institute, Spitafields";
- 1836-1840, "Lectures on the Morbid Anatomy of the Serous and Mucous Membranes", 2 vol.;
- "Narrative of a Journey To Morocco", pubblicato dopo la sua morte nel 1866;

### Opere su Hodgkin
- Friedman, B., "Thomas Hodgkin – a maverick in his time", in Alabama Journal of Medical Science, 12 (3), 1975, pp. 250-251.
- Kaplan, Henry S., 1980. "Hodgkin's Disease" (Cambridge).
- Kass, A. M., and E. H. Kass, "Perfecting the World: The Life and Times of Dr. Thomas Hodgkin" (Boston: Harcourt Brace Jovanovich), 1988;
- Kass, E. H., "Thomas Hodgkin, physician and social scientist", in Guy's Hospital Reports 115, 1966, pp. 269-280.
- Rose, Micheal, 1981. "Curator of Dead. Thomas Hodgkin (1798-1866)", (London);
- Rosenfield, Louis, 1993. "Thomas Hodgkin. Morbid Anatomist and Social Activist", Bulletine of New York Academy of Medicine 62 (2): 193-205;
- Wilks, Samuel, 1909. "A short account of the life and works of Thomas Hodgkin", M.D., Guy's Hospital Gazette 23: 528-532;
- Wilks, Samuel, 1865. "Enlargement of the lymphatic glands and spleen (or Hodgkin Disease) with remarks", Guy's Hospital Reports 11:56-67; Oxford DNB.